# Chiesa di Santa Maria Assunta e Sant'Ippolito
La chiesa di Santa Maria Assunta e Sant'Ippolito, detta anche solo chiesa di Sant'Ippolito, è la parrocchiale di Gazzaniga, in provincia e diocesi di Bergamo; è a capo del vicariato di Gazzaniga.

## Storia
Dal documento nota ecclesiarum, fatto redigere nel 1360 per ordine di Bernabò Visconti con lo scopo di definire quali erano i censi che le chiese di Bergamo dovevano alla sede romana e alla famiglia Visconti, s'apprende che la primitiva chiesa di Gazzaniga, dedicata a san Giovanni Battista, era dipendente dalla pieve di Nembro.

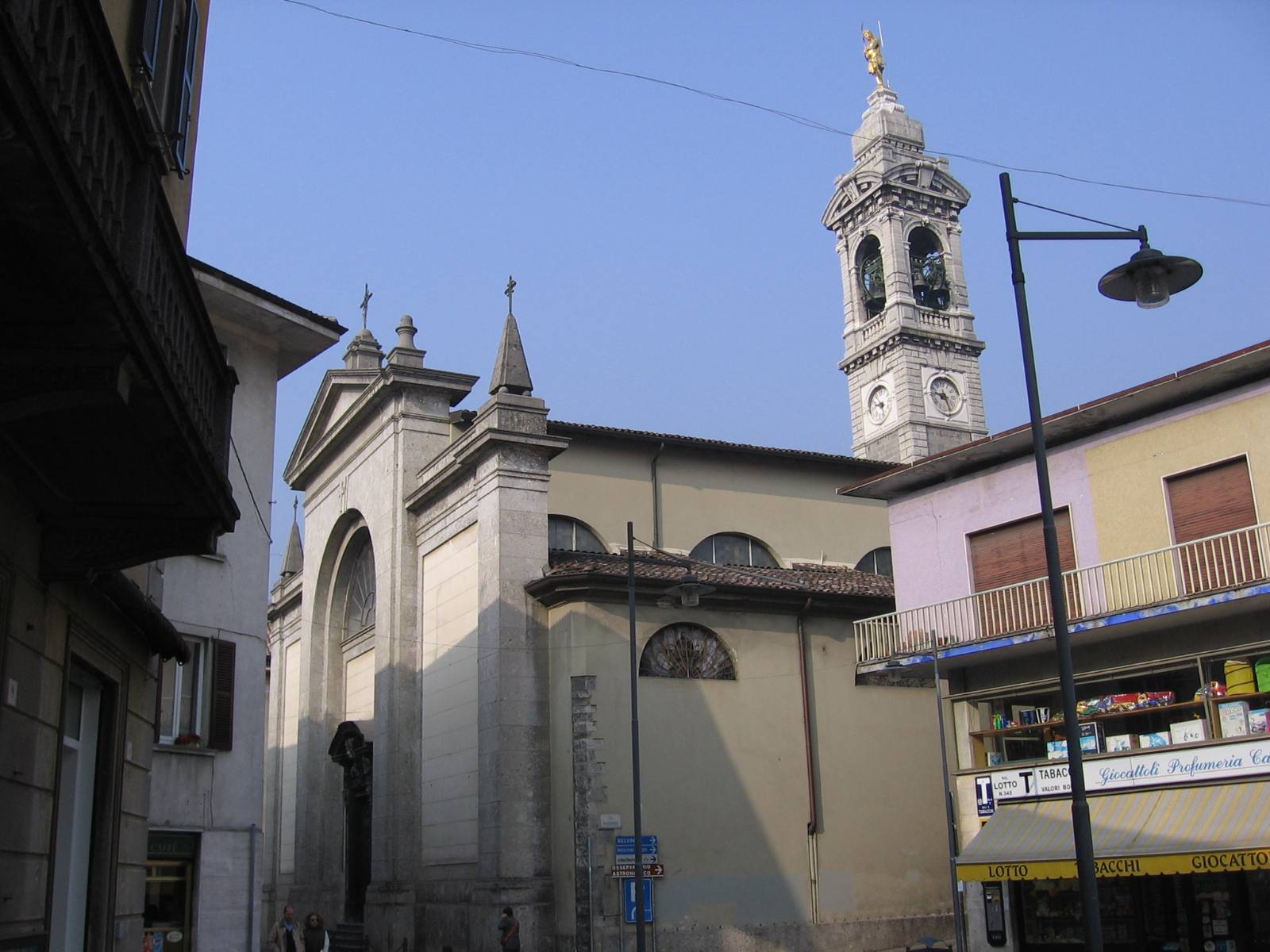
La chiesa vista da un'altra angolazione

Nel 1457 venne edificata la nuova chiesa, dedicata a Santa Maria della Misericordia; allora risultava dipendere dalla parrocchiale di Fiorano al Serio.
Nel 1526 papa Clemente VII dispose che presso la chiesa gazzanighese potesse risiedere un cappellano.

Nel 1575 l'arcivescovo di Milano san Carlo Borromeo, compiendo la sua visita, annotò che nella chiesa avevano sede le scuole di Santa Maria e dei disciplini e il consorzio pio della Misericordia; nel 1666 all'interno della chiesa, vennero traslate le reliquie di sant'Ippolito, donate da Giacomo Gelmi e provenianti dalle catacombe romane.
La chiesa fu ricostruita su disegno di Giacomo Bianconi tra il 1820 e il 1827. Il nuovo edificio risultò composto da tre navate.
Il 28 luglio 1830 il vicario capitolare Giuseppe Benaglio eresse la chiesa a parrocchiale, trasferendo così il titolo da quella di Fiorano. Nel 1877 invece le due comunità andarono a costituire due parrocchie del tutto indipendenti.
Il 4 settembre 1880 fu impartita la consacrazione dal vescovo Gaetano Camillo Guindani.
Nel 1896 fu posta la prima pietra del campanile su progetto di Virginio Muzio. La nuova torre venne ultimata nel 1898.
Nel 1917 la chiesa divenne sede del vicariato di Gazzaniga e nel 1954 la facciata, progettata da Luigi Angelini, fu portata a termine.
Il 28 giugno 1971 il vicariato di Gazzaniga venne soppresso ed aggregato alla zona pastorale II, salvo poi venir ricostituito nel 1979

## Descrizione

### Facciata
La facciata dell'edificio è verticalmente spartita in tre settori, dei quali il centrale è aggettante e caratterizzato pure dal timpanato di forma triangolare coronato da una croce di ferro; questo è caratterizzato da un arco a tutto sesto in pietra di tufo, dove è impressa la scritta ANNO MARIANO 1954,  inscritti nel quale sono il portale d'ingresso, con paraste e timpano in marmo nero di provenienza locale e recupero dalla facciata precedente, e una grande finestra semicircolare. Le due ali laterali, invece, fiancheggiate ai lati da delle lesene poggianti sui dei basamenti e terminando con dei pinnacoli, sono concluse da una cornice orizzontale dotata di gocciolatoio.

### Interno

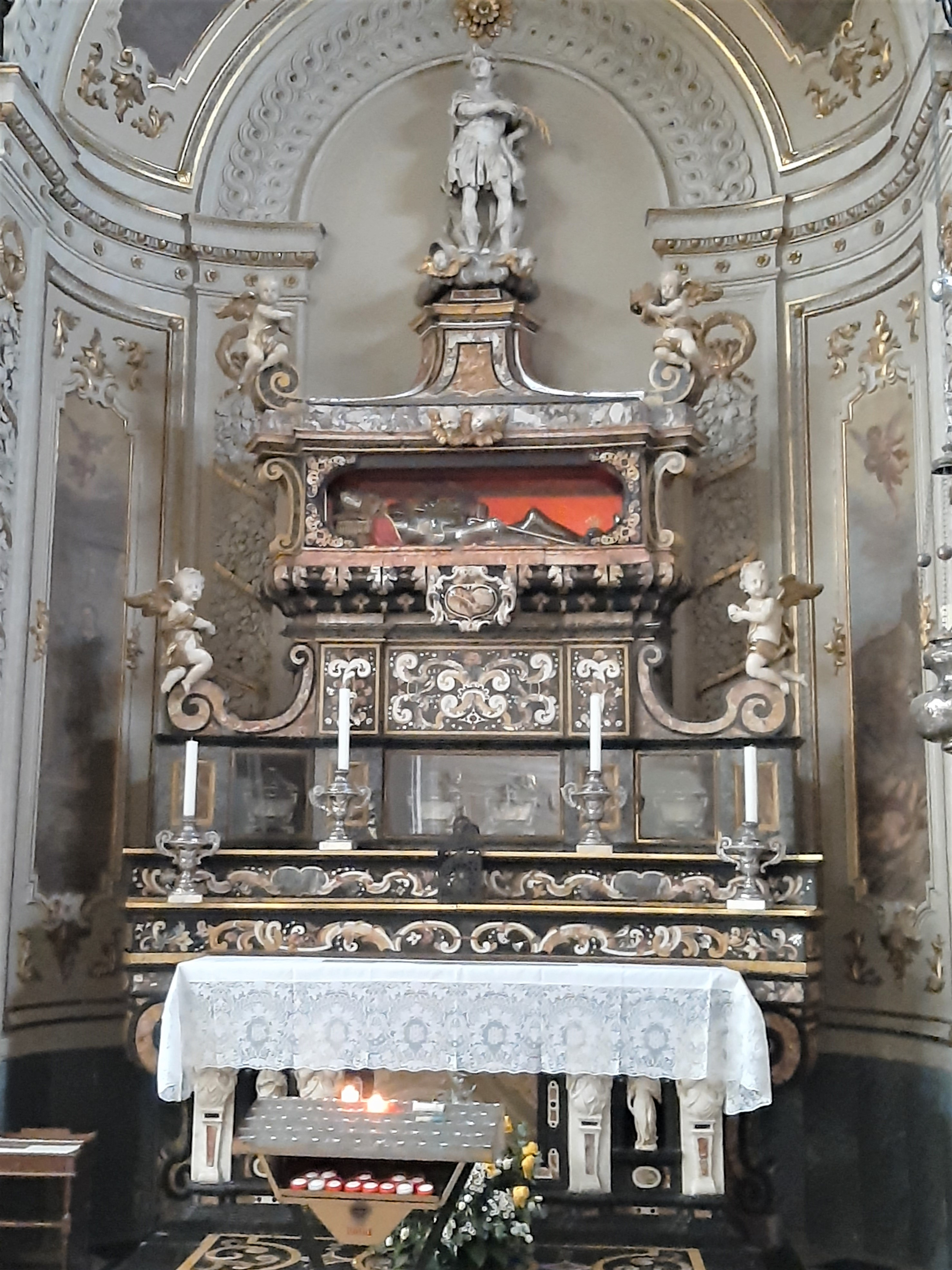
Altare di Sant'Ippolito

L'interno è spartito da colonne d'ordine corinzio sorreggenti cinque arcate in tre navate, di cui le laterali presentano volte a crociera e la centrale presenta volta a botte; l'aula termina con il presbiterio di forma quadrangolare, coperto da una cupola semisferica.
Opere di pregio qui conservate sono l'affresco avente come soggetto il Primato assegnato a san Pietro, eseguito nel 1934 da Giacomo Belotti, le tele ritraenti la Pietà e la Beata Vergine Assunta, dipinte da Vincenzo Angelo Orelli, la pala dell'Immacolata Concezione, realizzata da Francesco Cavagna, e l'altare laterale della Vergine Assunta, costruito nel XVIII secolo.
La chiesa conserva le reliquie di sant'Ippolito ospitate nella teca dell'altare realizzato dalla bottega di Bartolomeo Manni in marmi policromi posto al termine della navata di destra e donate alla comunità di Gazzaniga dal commerciante arricchitosi a Venezia, Giacomo Gelmi, nel 1666. Le ossa del santo si racconta che furono traslate dalle catacombe romane. La reliquia è stata coperta con l'armatura dono del tenore Federico Gambarelli.